# Мисловен експеримент
Мисловен експеримент (на немски: Gedankenexperiment) е всеки опит, който би могъл да провери валидността на дадена физична теория, но към настоящия момент не може да бъде проведен, главно поради технически съображения. Целите на мисловните експерименти са да покажат принципно следствията от дадени физични теории. Известни мисловни експерименти са т.нар. Котка на Шрьодингер и Демон на Максуел.
Терминът е въведен от Оерстед, през 1812, който пръв използва латинско-немската дума gedankenexperiment, както се наричат мисловните експерименти в научната литература, а после и чисто немската дума Gedankenversuch.